# Lista Cahra
La lista Cahra (de las siglas en inglés conflict-affected and high-risk areas) es una lista indicativa y no exhaustiva de zonas afectadas por conflictos y de alto riesgo a nivel mundial elaborada por la organización RAND bajo el encargo de la Comisión Europea. La lista tiene el objetivo de facilitar los esfuerzos de diligencia debida de los importadores de la Unión Europea de minerales y metales incluidos en el Reglamento sobre los minerales de conflicto de la UE (Reglamento (EU) 2017/821) para impedir la financiación de grupos armados y fuerzas de seguridad en estas zonas ricas en recursos a través de la producción, extracción, procesamiento, transporte o comercio de los cuatro minerales de conflicto que contempla la Regulación. Estos minerales son los denominados 3TG, compuestos por la casierita, la wolframita, el coltán y el oro. Este grupo de minerales es más conocido por las siglas en inglés de sus metales derivados más utilizados: tin (estaño), tungsten (tungsteno), tantalio (tántalo) y gold (oro). 
La Organización para la Cooperación y el Desarrollo Económico (OCDE) ha creado unas directrices denominadas 'Guía de diligencia debida', que son la base del Reglamento sobre los Minerales de Conflicto de la UE, y que tiene como referente la lista CAHRA para identificar las zonas de conflicto, aunque también señala que pueden existir otros conflictos no incluidos en la lista relevantes para el cumplimiento de la diligencia debida del reglamento de los minerales de conflicto.

## Características
La Guía de la OCDE define las áreas de conflicto y alto riesgo en los siguientes términos: “Las áreas afectadas por conflictos y de alto riesgo se identifican por la presencia de conflictos armados, violencia generalizada u otros riesgos de daño a las personas. Los conflictos armados pueden adoptar diversas formas, como un conflicto de carácter internacional o no internacional, que puede involucrar a dos o más Estados, o puede consistir en guerras de liberación, o insurgencias, guerras civiles, etc. Las zonas de alto riesgo pueden incluyen áreas de inestabilidad o represión política, debilidad institucional, inseguridad, colapso de la infraestructura civil y violencia generalizada. Estas zonas suelen caracterizarse por abusos generalizados de los derechos humanos y violaciones del derecho nacional o internacional.
Esta lista es un encargo de la Dirección General de Comercio de la UE a Rand Europe iniciado en 2019 con el objetivo de cumplir con el Artículo 14(2) de la (Regulación (EU) 2017/821) según el cual la Comisión Europea recurrirá a expertos externos para proporcionar una lista indicativa, no exhaustiva y actualizada periódicamente de las zonas de conflicto y de alto riesgo que afectan al comercio de los 3TG con la UE. Este encargo fue ampliado con la Recomendación 2018/1149. La primera lista fue publicada el 17 de diciembre de 2020, poco antes de entrar en efecto el 1 de enero de 2021 la Regulación sobre los Minerales de Conflicto, y se actualiza de forma trimestral.
La lista contempla tanto conflictos de carácter nacional como subnacional, y puede incluir incluso aquellas situaciones en las que el estado de guerra no es reconocido por una de las partes involucradas, abarcando así posibles insurgencias, guerras civiles, guerras de liberación y ocupaciones armadas. Sin embargo, la definición enfatiza claramente que las cuestiones de tensiones internas, disturbios y actos esporádicos de violencia no deben contribuir a la identificación de una región como CAHRA. Incluye conflictos o zonas de alto riesgo que estén incluidas en el Barómetro de Conflictos de Heidelberg del Instituto Heidelberg o reconocidos como parte de un país actualmente en conflicto armado internacional o no internacional por la Academia de Derecho Internacional Humanitario y Derechos Humanos de Ginebra en su informe periódico Estado de Derecho en Conflictos Armados (Proyecto RULAC). También incluye aquellos conflictos con más de 50 muertos en los últimos 12 meses y que haya sido incluido en el Armed Conflict Location and Event Data Project (ACLED) o en el Programa de datos sobre conflictos de Uppsala (UCDP). También se incluyen zonas frágiles posconflicto o parte de un Estado fallido.
Otras fuentes de datos son las organizaciones sobre los derechos humanos, y analiza las publicaciones de ACNUDH, el Banco Mundial, Amnistía Internacional, Human Rights Watch, Global Witness, Mines and Communities (MAC) y el Departamento de Trabajo de los Estados Unidos, el Índice de Estados Frágiles y el Índice de Libertad del Instituto Catón.

## Críticas
La ausencia de una región en la lista Cahra no implica que esta región no esté libre de la producción de minerales de conflicto, de hecho los socios comerciales de oro más importantes de la UE (Suiza, Estados Unidos, Canadá, Australia y Rusia) no están incluidos en la lista CAHRA a pesar de que tienen un sector de refinería o fundición con importaciones significativas de países de alto riesgo. La lista puede dar la impresión a los importadores de 3TG de que si evitan las regiones listadas ya han cumplido con su deber pero la diligencia debida implica que deben revisar todos los pasos de la cadena de producción.Aun así, la informalidad de la minería artesanal y de pequeña escala sigue siendo un obstáculo importante para el establecimiento de un sistema creíble de diligencia debida.
La inclusión de una región en la lista Cahra contribuye al aumento del contrabando de estos minerales ya que, al no estar incluidas las regiones colindantes, los minerales procedentes de zonas de conflicto se exportan ilegalmente a países vecinos, donde luego se benefician de una imagen de minerales libres de conflicto y de una evaluación menos exhaustiva de su origen por parte de los compradores.

## Países y regiones incluidos en la lista
Para ver una descripción más detallada de los conflictos y los recursos implicados ver el artículo principal de los minerales de conflicto.
| País | Duración del conflicto | Recursos que afectan al Reglamento (UE) 2017/821 |
| --- | ---------------------- | ------------------------------------------------ |
| Afganistán (serie de guerras en Afganistán, Talibán)                                                                     | 1978-presente          | Oro                                              |
| Bielorrusia (invasión rusa de Ucrania)                                                                                   | 2022-presente          | Oro, tungsteno, estaño, tántalo                  |
| Birmania (conflicto interno de Birmania)                                                                                 | 1949-presente          | Oro, tungsteno, estaño                           |
| Burkina Faso (insurgencia islamista)                                                                                     | 2014-presente          | Oro                                              |
| Burundi (crisis política)                                                                                                | 2015-presente          | Oro, tungsteno, estaño, tántalo                  |
| Camerún (conflicto separatista, insurgencia de Boko Haram)                                                               | 2016-presente          | Oro                                              |
| Chad, región de Lad (insurgencia de Boko Haram, insurgencia en el norte de Chad)                                         | 2015-presente          | Oro                                              |
| Colombia (conflicto armado interno de Colombia)                                                                          | 1964-presente          | Oro, tungsteno, estaño, tántalo                  |
| Egipto, gobernación de Sinaí del Norte (insurgencia islamista)                                                           | 2011-presente          | Oro, estaño, tántalo                             |
| Eritrea (dictadura de Isaias Afewerki)                                                                                   | 1991-presente          | Oro                                              |
| Etiopía, (guerra de Amhara, conflicto oromo, guerra de Tigray)                                                           | 2023-presente          | Oro, tántalo                                     |
| Filipinas (insurgencia moro y comunista)                                                                                 | 1969-presente          | Oro, tántalo                                     |
| India, estado de Chhattisgarh (insurgencia naxalita), conflicto de Cachemira                                             | 1967-presente          | Oro, tungsteno, estaño, tántalo                  |
| Libia (crisis libia) | 2011-presente          | Oro                                              |
| Malí (guerra de Malí) | 2006-presente          | Oro                                              |
| Mozambique, provincia de Cabo Delgado (insurgencia islamista)                                                            | 2017-presente          | Oro, estaño, tántalo                             |
| Níger (insurgencia islamista)                                                                                            | 2015-presente          | Oro, estaño                                      |
| Nigeria (insurgencia islamista)                                                                                          | 2009-presente          | Oro, tungsteno, estaño, tántalo                  |
| Pakistán, región de Baluchistán (conflicto de Baluchistán)                                                               | 1948-presente          | Oro                                              |
| República Centroafricana (guerra civil)                                                                                  | 2012-presente          | Oro                                              |
| República Democrática del Congo (insurgencias del Ejército de Resistencia del Señor, guerra de Kivu, conflicto de Ituri) | 2003-presente          | Oro, tungsteno, estaño, tántalo                  |
| Rusia (invasión rusa de Ucrania)                                                                                         | 2022-presente          | Oro, tungsteno, estaño, tántalo                  |
| Somalia (insurgencia islamista)                                                                                          | 2006-presente          | Oro                                              |
| Sudán (guerra civil) | 2023-presente          | Oro                                              |
| Sudán del Sur (guerra civil)                                                                                             | 2013-presente          | Oro                                              |
| Turquía (conflicto turco-kurdo)                                                                                          | 1978-presente          | Oro, tungsteno, estaño, tántalo                  |
| Venezuela (crisis política)                                                                                              | 2014-presente          | Oro                                              |
| Yemen (guerra civil) | 2014-presente          | Oro                                              |
| Zimbabue (crisis política)                                                                                               | 2017-presente          | Oro, tungsteno, estaño, tántalo                  |